# فرد مارتينيز
فرد مارتينيز هو دبلوماسي وسياسي بليزي، ولد في 9 سبتمبر 1953، وتوفي في 9 يوليو 2014 في مدينة غواتيمالا في غواتيمالا. نشط حزبياً في United Democratic Party (Belize) ‏.